# Antaretra (Mananjary)
Antaretra est une commune rurale de Madagascar, située dans le district de Mananjary, dans la partie centrale de la région Vatovavy.